# Zofingen
Zofingen (en francés Zofingue) es una ciudad y comuna suiza del cantón de Argovia, capital del distrito de Zofingen. Limita al norte con las comunas de Oftringen y Safenwil, al este con Uerkheim y Bottenwil, al sur con Wikon (LU), al suroeste con Brittnau, y al oeste con Strengelbach.